# Economia del Kosovo
L'economia del Kosovo è una tra le meno sviluppate d'Europa, con un reddito pro capite stimato di €1.565 (2004). Tali dati non tengono conto dell'economia sommersa, molto diffusa in Kosovo.
Era la provincia più povera della Jugoslavia. A questo si è aggiunto negli anni Novanta, una povera politica economica, sanzioni internazionali, limitate esportazioni e soprattutto, un asperrimo conflitto etnico.
Attualmente l'economia kosovara rimane debole, dopo un picco nel 2000 e 2001, scese in negativo nel 2002 e 2003. Il Kosovo ha un enorme debito pubblico internazionale. Le rimesse dei kosovari residenti all'estero costituiscono un'importante fonte economica.
Dal 2007 il Kosovo è membro della CEFTA
Aziende private per settore
| Settore                                  | N° di imprese | % sul totale |
| ---------------------------------------- | ------------- | ------------ |
| Commercio all'ingrosso e al dettaglio    | 21.431        | 49,84        |
| Trasporti e comunicazioni                | 6.138         | 14,28        |
| Manifattura                              | 4.042         | 9,40         |
| Alberghi e ristoranti                    | 3.711         | 8,63         |
| Costruzioni                              | 2.289         | 5,32         |
| Servizi personali e sociali              | 2.133         | 4,96         |
| Servizi per il patrimonio                | 1.247         | 2,90         |
| Salute e lavori sociali                  | 770           | 1,79         |
| Agricoltura, caccia e attività forestale | 477           | 1,11         |
| Educazione                               | 432           | 1,00         |
| Industria mineraria                      | 154           | 0,36         |
| Servizi finanziari                       | 70            | 0,16         |
| Pubblica amministrazione                 | 49            | 0,11         |
| Energia elettrica, gas e acqua           | 32            | 0,007        |
| Pesca                                    | 20            | 0,05         |
| Servizi domestici                        | 2             | 0,0          |
| Totale                                   | 42.997        | 100,00       |

## Unità monetaria
L'euro (€) è la moneta ufficiale del paese, utilizzata anche dalle forze di stato benché il suo utilizzo non sia stato autorizzato dalla Banca centrale europea. Poche le minoranze serbe che per i loro affari utilizzano il dinaro.

## Settore primario

### Agricoltura
L'agricoltura è la principale attività praticata soprattutto nella nazione Kosovara
Il Kosovo possiede un'area di 1,1 milioni di ettari coltivabili (il 53% del suo territorio). Più del 60% della popolazione vive in aree rurali e la maggior parte di loro lavora nel campo agricolo. Principalmente si tratta di attività di sussistenza con fattorie familiari con meno di 3 ettari di superficie. Meno dell'1% delle fattorie ne possiede più di 10. Esistono alcune grandi fattorie, tra i 500 e i 1500 ettari, attualmente sotto il controllo del Kosovo Trust Agency che presentano interessanti possibilità di investimento in zona.
Il Ministero dell'Agricoltura assistito da esperti internazionali, ha sviluppato una serie di documenti su strategie e politiche da applicare per sviluppare la remuneratività di tale settore. Il governo ha introdotto misure fiscali per stimolare l'agricoltura locale e la produzione industriale.allora quindi non capisco
Principali colture
| Prodotto      | Area ha | Ricavato t/ha |
| ------------- | ------- | ------------- |
| Grano         | 71.253  | 1,8           |
| Mais          | 72.105  | 87 n          |
| Avena         | 13.500  | 0,5           |
| Segale        | 400     | 1,2           |
| Orzo          | 3.500   | 1,4           |
| Soia          | 420     | 1             |
| Girasole      | 1.600   | 1             |
| Tabacco       | 100     | -             |
| Loto          | 38.000  | 3             |
| Prativo       | 180.000 | 2             |
| Erba          | 86.000  | 0,5           |
| Ortaggi       | 30.000  | -             |
| Frutta        | 8.206   | -             |
| Vigneto       | 4.891   | 8,2           |
| Altri cereali | 31.000  | -             |
| Incolto       | 36.025  | -             |
| Totale        | 577.000 | n.d.          |

Il settore vinicolo ha sempre avuto una grande tradizione in Kosovo. la produzione di vini e brandy è una voce importante dell'esportazione kosovara. Il terreno destinato ai vigneti è passato dai circa 9.000 ha di prima della guerra del 1999 agli attuali 4.891 ha.

### Allevamento
Il clima favorevole e i recenti investimenti statali e con fondi provenienti dall'estero, stanno sviluppando anche il settore dell'allevamento. Recenti agevolazioni fiscali promosse dal governo hanno tra l'altro dato la possibilità di avere maggiori fondi da investire per le nuove tecnologie in campo zootecnico.
Capi di bestiame
|      | Bovini  | Equini | Ovini  | Caprini | Pollame | Suini  |
| ---- | ------- | ------ | ------ | ------- | ------- | ------ |
| Capi | 238.857 | 12.261 | 93.313 | 13.344  | 566.540 | 53.222 |

### Pesca
Circa una ventina di imprese si concentrano sul settore della pesca, che è esclusivamente in acqua dolce.

## Settore secondario

### Industria
Centro nevralgico del sistema industriale kosovaro è l'industria pesante e tutti i settori collegati all'industria estrattiva.

### Industria estrattiva
Cardine dell'economia kosovara è l'industria estrattiva. Il primo prodotto per importanza è il piombo: il complesso minerario di Trepca, nella parte nord-occidentale del paese, è uno dei maggiori produttori a livello mondiale. Altri importanti prodotti dell'industria estrattiva sono lignite e zinco.

### Settore energetico
In Kosovo esistono inoltre importanti centrali termoelettriche che costituiscono la principale fonte d'elettricità della Serbia e della Macedonia.

## settore terziario

### Commercio
Principali partner commerciali
| Paese     | Importazioni mln € | Esportazioni mln € |
| --------- | ------------------ | ------------------ |
| Macedonia | 220                | 9                  |
| Serbia    | 111                | 5                  |
| Germania  | n.d.               | n.d.               |
| Turchia   | n.d.               | n.d.               |

L'UNMIK ha di fatto imposto un sistema di commerci con dogane internazionali. Principale partner economico
del Paese è la Repubblica di Macedonia, seguita dalla Serbia, dalla Germania e dalla Turchia.

### Turismo

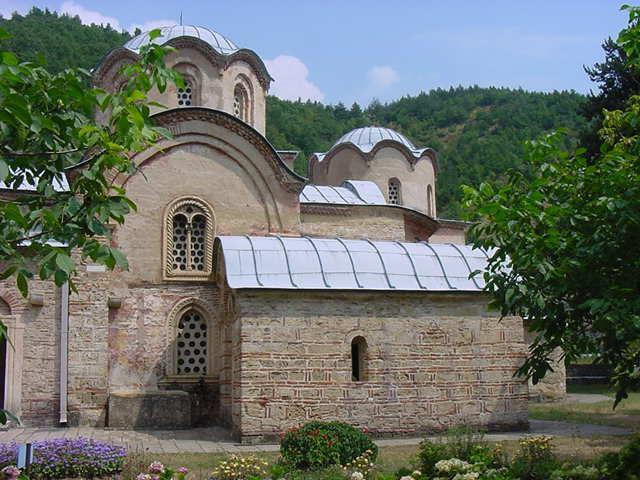
Monastero patriarcale di Peć

Nell'attuale panorama economico kosovaro il turismo è una voce quasi inesistente. Nonostante le grandi ricchezze naturali ed artistiche sono poche se non del tutto inesistenti le infrastrutture dedicate al turista.
Il paese è sostanzialmente poco urbanizzato e la natura è la padrona in buona parte del territorio. Nelle montagne al confine con l'Albania esistono alcune strutture attrezzate con impianti sciistici e sentieri per il trekking.
Dal punto di vista artistico ed architettonico, gioiello artistico in Kosovo sono i monasteri serbo ortodossi, alcuni dei quali dichiarati Patrimonio dell'Umanità dall'Unesco, primi fra tutti il Monastero di Gračanica (1313), a sud-est di Pristina, e il famoso Monastero patriarcale di Peć (XIII secolo), a ovest di Peć.